# Бурачка
Бурачка — река в России, протекает по территории Самарской области. Устье реки находится в 25 километрах от устья реки Большой Кинель(окрестности села Преображенка). Длина реки составляет 13 километров, площадь водосборного бассейна — 62,3 км².

## Этимология
Название могло произойти от буровато-красного цвета воды (свекольного, бурачного).

## Данные водного реестра
По данным государственного водного реестра России относится к Нижневолжскому бассейновому округу, водохозяйственный участок реки — Большой Кинель от истока и до устья, без реки Кутулук от истока до Кутулукского гидроузла. Речной бассейн реки — Волга от верхнего Куйбышевского водохранилища до впадения в Каспий.
Код объекта в государственном водном реестре — 11010000812112100008630.